# Ypthima andokides
Ypthima andokides är en fjärilsart som beskrevs av Hans Fruhstorfer 1911. Ypthima andokides ingår i släktet Ypthima och familjen praktfjärilar. Inga underarter finns listade i Catalogue of Life.